# Jurij Ossypenko
Jurij Ossypenko (ukrainisch Юрій Осипенко, engl. Transkription Yuriy Osypenko; * 12. Juli 1969) ist ein ehemaliger ukrainischer Dreispringer.
Bei den Leichtathletik-Weltmeisterschaften 1997 in Athen schied er in der Qualifikation aus. 1998 wurde er Sechster bei den Leichtathletik-Halleneuropameisterschaften in Valencia, kam aber bei den Europameisterschaften in Budapest erneut nicht über die Vorrunde hinaus.
1997 wurde er ukrainischer Meister.

## Persönliche Bestleistungen
- Dreisprung: 16,86 m, 23. Mai 1997, Kiew
  - Halle: 17,11 m, 18. Februar 1996, Saporischschja